# Bulbophyllum calyptropus
Bulbophyllum calyptropus är en orkidéart som beskrevs av Rudolf Schlechter. Bulbophyllum calyptropus ingår i släktet Bulbophyllum och familjen orkidéer. Inga underarter finns listade i Catalogue of Life.